# جوليا بيفيلاكوا
جوليا بيفيلاكوا (بالإيطالية: Giulia Bevilacqua)‏ هي ممثلة إيطالية، ولدت في 19 مايو 1979 في روما في إيطاليا.

## وصلات خارجية
- جوليا بيفيلاكوا على موقع IMDb (الإنجليزية)
- جوليا بيفيلاكوا على موقع ألو سيني (الفرنسية)
- جوليا بيفيلاكوا على موقع أول موفي (الإنجليزية)
- جوليا بيفيلاكوا على موقع قاعدة بيانات الفيلم (الإنجليزية)
- جوليا بيفيلاكوا على موقع كينوبويسك (الروسية)